# Euphaedra aureola
Euphaedra aureola is een vlinder uit de onderfamilie Limenitidinae van de familie Nymphalidae. De wetenschappelijke naam van de soort is voor het eerst geldig gepubliceerd in 1889 door William Forsell Kirby.